# Нотвейн
«Нотуэйн» (англ. Notwane Football Club) — ботсванский футбольный клуб из города Габороне, проводящий домашние матчи на Национальном стадионе Ботсваны.

## История
Футбольный клуб «Нотуэйн» был основан в 1964 году в столице Габороне, клуб стал первым чемпионом Премьер-лиги и в настоящее время выиграл 3 чемпионских титула и 6 национальных кубков. Нотуэйн также принимал участие в других национальных турнирах, организованных Ботсванская футбольной ассоциацией, таких как Кубок вызова Ботсваны, в котором клуб победил 4 раза (1978, 1995, 1997 и 2006 годах).
Также Нотвейн 7 раз выступал в континентальных турнирах под эгидой КАФ. Лучшим достижением клуба на международной арене сегодня является выход во второй раунд Кубка обладателей Кубков КАФ в сезоне 1996 года.

## Достижения
Премьер-лига Ботсваны
- Чемпион (3): 1978, 1996, 1998[1]
- Серебряный призер (1): 2003
- Бронзовый призер (2): 1997, 2004

Кубок вызова Футбольной Ассоциации Ботсваны
- Обладатель (4): 1978, 1995, 1997, 2006[3]

Кубок Независимости Ботсваны
- Обладатель (2): 2003, 2004[4]

Оранж Кебельмо Черити Кап
- Обладатель (1): 2007[5]
- Обладатель (1): 2002

## Статистика выступлений на континентальных турнирах
| Сезон | Турнир                       | Раунд           | Клуб                     | Дома  | На выезде | Итог       |
| ----- | ---------------------------- | --------------- | ------------------------ | ----- | --------- | ---------- |
| 1979  | Кубок обладателей кубков КАФ | 1               | Братья Масеру            | 5-4   | 1-2       | 6-6 (в.г.) |
| 1996  | Кубок обладателей кубков КАФ | Предварительный | Мхамбаланьянци Роверз    | 2-0   | 2-0       | 4-0        |
| 1996  | Кубок обладателей кубков КАФ | 1               | Огненный отряд           | 1-1   | 1-0       | 2-1        |
| 1996  | Кубок обладателей кубков КАФ | 2               | Претория Сити            | 0-3   | 1-2       | 1-5        |
| 1997  | Лига чемпионов КАФ           | Предварительный | Блю Вотерс               | т.п.1 | т.п.1     | т.п.1      |
| 1997  | Лига чемпионов КАФ           | 1               | Примейру ди Агошту       | 1-2   | 1-1       | 2-3        |
| 1998  | Кубок обладателей кубков КАФ | Предварительный | ФК «Банту»               | 4-1   | 4-0       | 8-1        |
| 1998  | Кубок обладателей кубков КАФ | 1               | Примейру ди Агошту       | 3-1   | 0-4       | 3-5        |
| 1999  | Лига чемпионов КАФ           | Предварительный | ФК «Силы обороны Лесото» | 1-1   | 1-3       | 2-4        |
| 2000  | Лига чемпионов КАФ           | Предварительный | Блэк Африка              | 1-1   | 2-4       | 3-5        |
| 2007  | Кубок Конфедерации КАФ       | Предварительный | ФК «Силы обороны»        | 1-1   | 0-1       | 1-2        |

1- Блю Вотерс покинул турнир.